# Pseudosquillopsis dofleini
Pseudosquillopsis dofleini is een bidsprinkhaankreeftensoort uit de familie van de Parasquillidae. De wetenschappelijke naam van de soort is voor het eerst geldig gepubliceerd in 1910 door Balss.